# Oxen (película)
Oxen es una película dramática sueca de 1991 dirigida por Sven Nykvist. Escribió el guion con Lasse Summanen.

## Reparto
- Stellan Skarsgård - Helge Roos
- Ewa Fröling - Elfrida Roos
- Lennart Hjulström - Svenning Gustavsson
- Max von Sydow - Vicar
- Liv Ullmann - Mrs. Gustafsson
- Björn Granath - Flyckt
- Erland Josephson - Sigvard Silver
- Rikard Wolff - Johannes
- Helge Jordal - Navvy

## Premios
Fue nominado para el Premio Oscar a la Mejor Película en Lengua Extranjera en los 64 Premios de la Academia en 1992. También se proyectó en la sección Un Certain Regard en el Festival de Cine de Cannes 1992 . Sven Nykvist fue nominado para el premio a la Mejor Fotografía en los 27º Premios Guldbagge.